# Buthus baeticus
Espèce
Buthus baeticus est une espèce de scorpions de la famille des Buthidae.

## Distribution
Cette espèce est endémique d'Andalousie en Espagne. Elle se rencontre vers Morón de la Frontera, Sierra de Yeguas, Carmona, Los Palacios y Villafranca et Séville.

## Description
Le mâle holotype mesure 63,85 mm et les femelles paratypes de 58,80 à 70,30 mm.

## Étymologie
Son nom d'espèce lui a été donné en référence au lieu de sa découverte, la Bétique.

## Publication originale
- Teruel & Turiel, 2020 : « The genus Buthus Leach 1815 (Scorpiones: Buthidae) in the Iberian Peninsula. Part 1: Four redescriptions and six new species. » Revista Iberica de Arachnologia, vol. 37, p. 3-60.